# Nymphon longituberculatum
Nymphon longituberculatum is een zeespin uit de familie Nymphonidae. De soort behoort tot het geslacht Nymphon. Nymphon longituberculatum werd in 1913 voor het eerst wetenschappelijk beschreven door Olsen. 